# Cratere Montez
Montez  è un cratere sulla superficie di Venere. Deve il proprio nome alla danzatrice irlandese Lola Montez, vissuta nella prima metà del XIX secolo.